# Infanteriegevechtsvoertuig

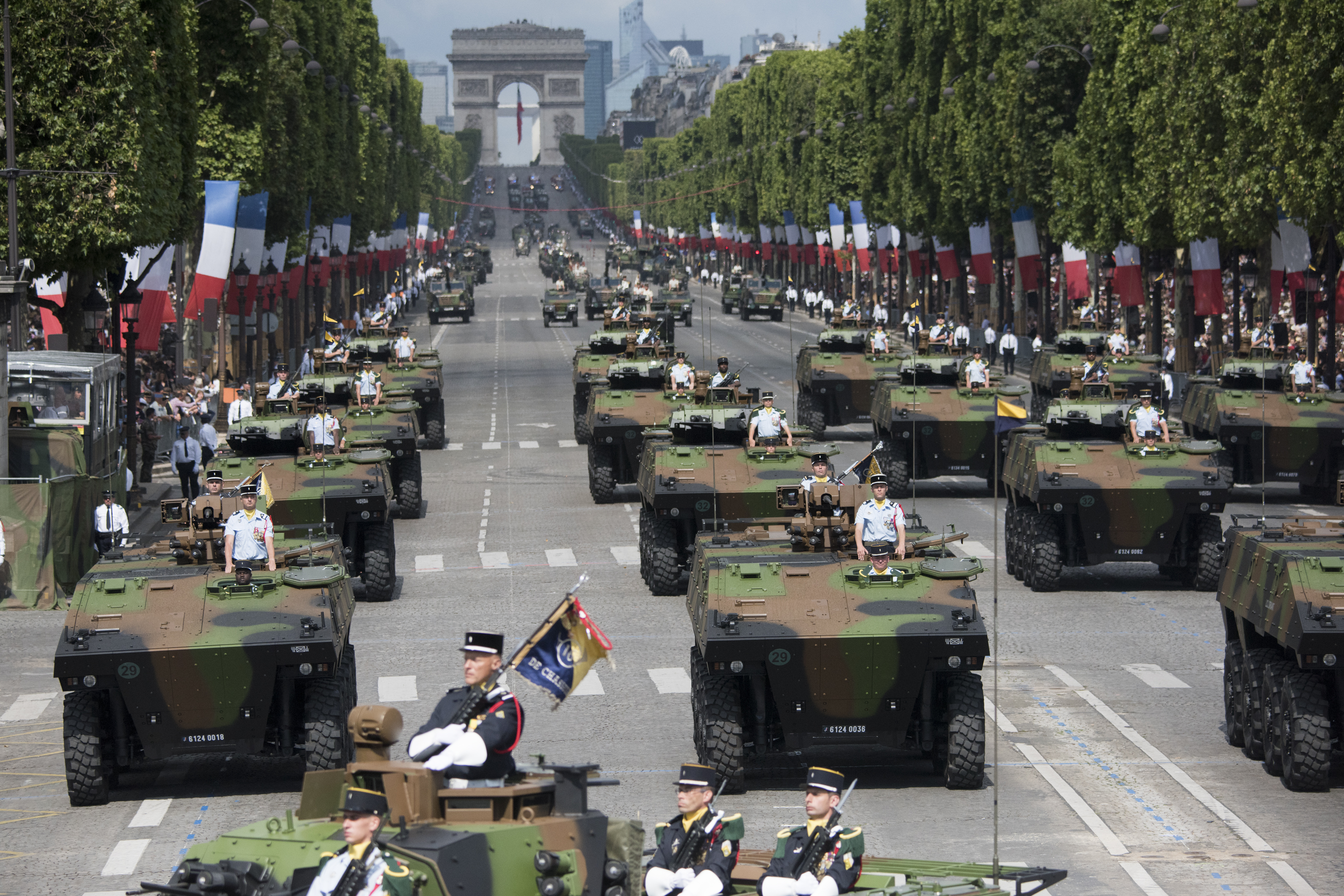
Véhicules Blindés de Combat d'Infanterie (VBCI's) op de Champs-Élysées in Parijs tijdens de militaire parade op de Franse nationale feestdag, 14 juli 2017

Een infanteriegevechtsvoertuig is een pantservoertuig dat speciaal ingericht is om meegenomen infanteristen de mogelijkheid te bieden via schietgaten vuur uit te brengen op de vijand. 
Een infanteriegevechtsvoertuig heeft daarnaast in feite haar eigen bewapening, meestal bestaand uit een lichtkaliber-kanon plus antitankwapens.

## Ontwikkeling

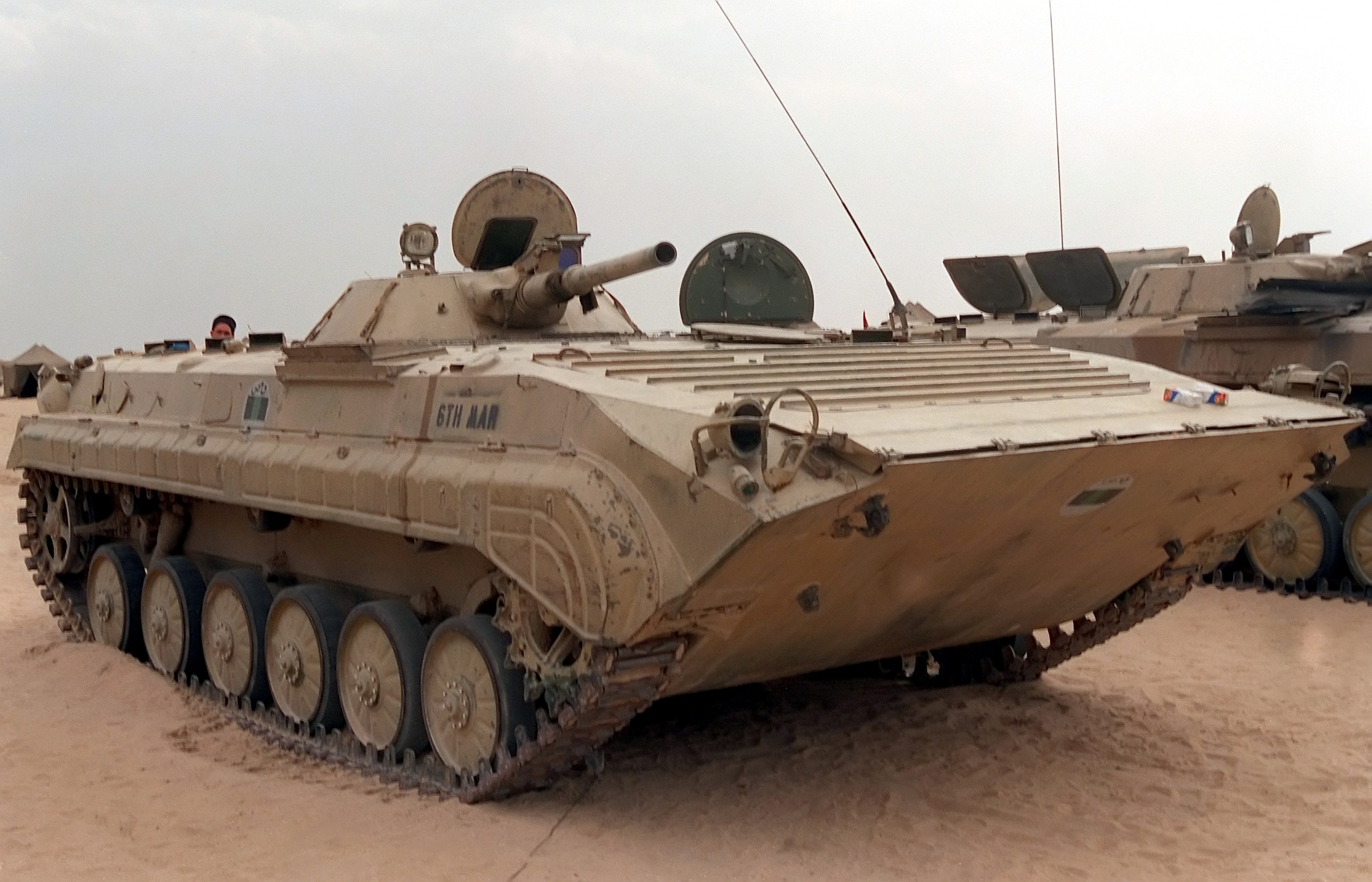
BMP-1

De eerste generatie van pantservoertuigen voor infanterietransport bestond uit armoured personnel carriers (APC's), die bedoeld waren om als battle taxi de infanterie naar en van de frontlijn te brengen. Bij gebruik van deze voertuigen was het zeer riskant om te proberen direct in een vijandelijke stelling in te breken. Zodra de APC stopte richtten alle vijandelijke wapens zich op de indringer, en de eruit springende infanteristen werden kansloos neergemaaid.
Als oplossing voor dit probleem ontwikkelde de Sovjet-Unie vanaf 1957 de BMP-1, een voertuig met schietgaten, voorzien van vizier, rookafzuiger en hulzenvanger. De infanteristen konden zo eerst het vijandelijke vuur onderdrukken, alvorens uit te stappen. De westerse landen, die hun legers sterk specialiseerden in een verdedigingstactiek, zagen de noodzaak van zulke voertuigen eerst niet in. Hun scepsis leek bevestigd te worden door de gebeurtenissen tijdens de Jom Kipoeroorlog, toen aanvallende Syrische infanterie-eenheden verschrikkelijke verliezen leden toen ze in hun slechts licht gepantserde BMP's als hapklare brokken aan de Israëlische tanks werden gevoerd. Na dit debacle gooiden de Sovjets hun tactiek om: de infanterie moest buiten het bereik van de vijandelijke tanks uitstappen.
Op het eerste gezicht lijkt het dat men zo terugkeerde tot het battle taxi-concept. Er was echter één groot verschil en dat zou verstrekkende gevolgen hebben. Bij het ontwerpen van de BMP had men nog een ander idee tot uitdrukking gebracht: dat het een enorme geldverspilling was om een fors pantservoertuig te produceren en het dan niet te voorzien van krachtige bewapening. De BMP werd dan ook uitgerust met een kanon en een rail voor het afvuren van geleide antitankraketten. Als de infanterie oprukte, zouden ze nu ondersteund worden door een lichte tank.
Deze ontwikkeling bezorgde de westerse tactici vele hoofdbrekens. Het slagveld dreigde verzadigd te raken door een zwerm van goedkope en lichte maar desalniettemin levensgevaarlijke pantservoertuigen. Er moest een even goedkope oplossing gevonden worden om de nieuwe dreiging het hoofd te bieden. Het antwoord op dit probleem was zeer eenvoudig: men begon de eigen APC's te vervangen door voertuigen die met lichte snelvuurkanonnen uitgerust waren. De Verenigde Staten kwamen met de M2 Bradley, de Bondsrepubliek met de Marder, Frankrijk met de AMX-10 en het Verenigd Koninkrijk met de Warrior. De meeste van deze voertuigen hebben mede de mogelijkheid geleide antitankraketten af te vuren. Hun gevechtskracht is dus zeer aanzienlijk. Ook deze voertuigen worden infanteriegevechtsvoertuig genoemd, hoewel hun functie ver staat van het oorspronkelijke concept - al hebben ze dan voor de vorm enkele schietgaten.
Ook de Sovjet-Unie kwam met een versie met snelvuurkanon: de BMP-2. Dit leidde echter tot een wedloop tussen pantsering en bewapening analoog aan de wedloop welke zich bij tanks voordoet. Infanteriegevechtsvoertuigen worden zo steeds zwaarder (zodat ze niet langer amfibisch zijn) en duurder. In de meest extreme vorm heeft dit in Israël geleid tot het ombouwen van de rompen van verouderde tanks tot infanterietransportvoertuig. Dit lost weliswaar het probleem op van de kwetsbaarheid bij frontale aanvallen, maar de prijs daarvoor is dat infanteriegevechtsvoertuigen onbetaalbaar dreigen te worden. Ten dele wordt dit ondervangen door een nieuwe generatie van veel goedkopere pantserwagens te bouwen.
In de jaren 1980 ontwikkelde de Zweedse defensie in samenwerking met pantservoertuigfabrikant Hägglunds (in 1997 overgenomen door BAE Systems) en wapenfabrikant Bofors het CV90 (Combat Vehicle 90; originele Zweedse naam Stridsfordon 90 (Strf 90)), dat uiteindelijk in verschillende versies in dienst werd genomen in Zweden, Denemarken, Noorwegen, Finland, Nederland, Zwitserland en Estland. Voor de Nederlandse Koninklijke Landmacht is het CV90 het standaard infanteriegevechtsvoertuig. Begin 2021 tekende het Ministerie van Defensie een contract met BAE Systems Hägglunds om 128 CV90's (waaronder 4 testvoertuigen, waarvan de eerste op 26 september 2022 werd opgeleverd) van het bestaande wagenpark te moderniseren met een midlife upgrade (MLU) tussen 2022 en 2026, zodat ze tot 2039 in dienst kunnen worden gehouden.